# Metopius krombeini
Metopius krombeini är en stekelart som beskrevs av Henry Keith Townes, Jr. 1959. Metopius krombeini ingår i släktet Metopius och familjen brokparasitsteklar. Utöver nominatformen finns också underarten M. k. epixanthus.